# Ascurra
Ascurra is een gemeente in de Braziliaanse deelstaat Santa Catarina. De gemeente telt 6.945 inwoners (schatting 2009).
De plaats ligt aan de rivier de Itajaí-açu.

## Aangrenzende gemeenten
De gemeente grenst aan Apiúna, Benedito Novo, Ibirama, Indaial en Rodeio.

## Verkeer en vervoer
De plaats ligt aan de wegen BR-470 en SC-110.